# Karin Logemann
Karin Logemann (née le 17 janvier 1961 à Berne) est une femme politique allemande (SPD) et député du Landtag de Basse-Saxe.

## Carrière
Karin Logemann suit d'abord une formation d'éducatrice. Après avoir travaillé pendant de nombreuses années comme journaliste d'un quotidien, elle suit une formation complémentaire en tant qu'administrateur de système informatique et travaille comme assistante marketing dans une entreprise informatique. À partir de 2005, elle travaille de manière indépendante avec sa propre agence de relations publiques.
Logemann est membre du SPD depuis 2006. Elle est membre du conseil municipal de Berne depuis 2001 et depuis 2006 également du conseil de l'arrondissement de Wesermarsch. En octobre 2014, elle rejoint Claus Peter Poppe sur la liste pour le Landtag de Basse-Saxe. Aux élections régionales de 2017, elle est élue au Landtag en tant que candidate directe dans la circonscription de Wesermarsch . Elle est la porte-parole du groupe parlementaire SPD pour l'alimentation, l'agriculture, la protection des consommateurs et l'aménagement du territoire. Logemann est membre du comité de la diète, de l'agriculture, de la protection des consommateurs et du développement régional et du sous-comité des ports et du transport maritime.
Logemann est mariée et a trois filles.